# Брюс (Південна Дакота)
Брюс (англ. Bruce) — місто (англ. city) в США, в окрузі Брукінґс штату Південна Дакота. Населення — 210 осіб (2020).

## Географія
Брюс розташований за координатами 44°26′16″ пн. ш. 96°53′23″ зх. д. / 44.43778° пн. ш. 96.88972° зх. д. (44.437716, -96.889634).  За даними Бюро перепису населення США в 2010 році місто мало площу 0,98 км², з яких 0,96 км² — суходіл та 0,03 км² — водойми.

## Демографія
Згідно з переписом 2010 року, у місті мешкали 204 особи в 95 домогосподарствах у складі 58 родин. Густота населення становила 208 осіб/км².  Було 111 помешкання (113/км²).
Расовий склад населення:
| - 95,6 % — білих - 1,5 % — корінних американців - 0,5 % — вихідців з тихоокеанських островів - 0,5 % — азіатів |

До двох чи більше рас належало 2,0 %. Частка іспаномовних становила 0,5 % від усіх жителів.
За віковим діапазоном населення розподілялося таким чином: 24,5 % — особи молодші 18 років, 59,8 % — особи у віці 18—64 років, 15,7 % — особи у віці 65 років та старші. Медіана віку мешканця становила 43,0 року. На 100 осіб жіночої статі у місті припадало 96,2 чоловіків;  на 100 жінок у віці від 18 років та старших — 105,3 чоловіків також старших 18 років.
Середній дохід на одне домашнє господарство  становив 53 893 долари США (медіана — 52 500), а середній дохід на одну сім'ю — 61 777 доларів (медіана — 71 250). 
Цивільне працевлаштоване населення становило 102 особи. Основні галузі зайнятості: виробництво — 28,4 %, сільське господарство, лісництво, риболовля — 17,6 %, освіта, охорона здоров'я та соціальна допомога — 14,7 %.